# Kasteel van Haroué
Het Kasteel van Haroué (Frans: château de Haroué) is een kasteel in de Franse gemeente Haroué, ten zuiden van Nancy, in het departement Meurthe-et-Moselle, in de regio Lotharingen.
Het kasteel werd in de 18e eeuw gebouwd voor Marc de Beauvau-Craon, vicekoning van Toscane en jeugdvriend van hertog Leopold. Het is een ontwerp van Germain Boffrand. Het kasteel is anno 2006 niet in een perfecte staat van onderhoud.
Naast het kasteel is ook de kasteeltuin een bezoek waard.

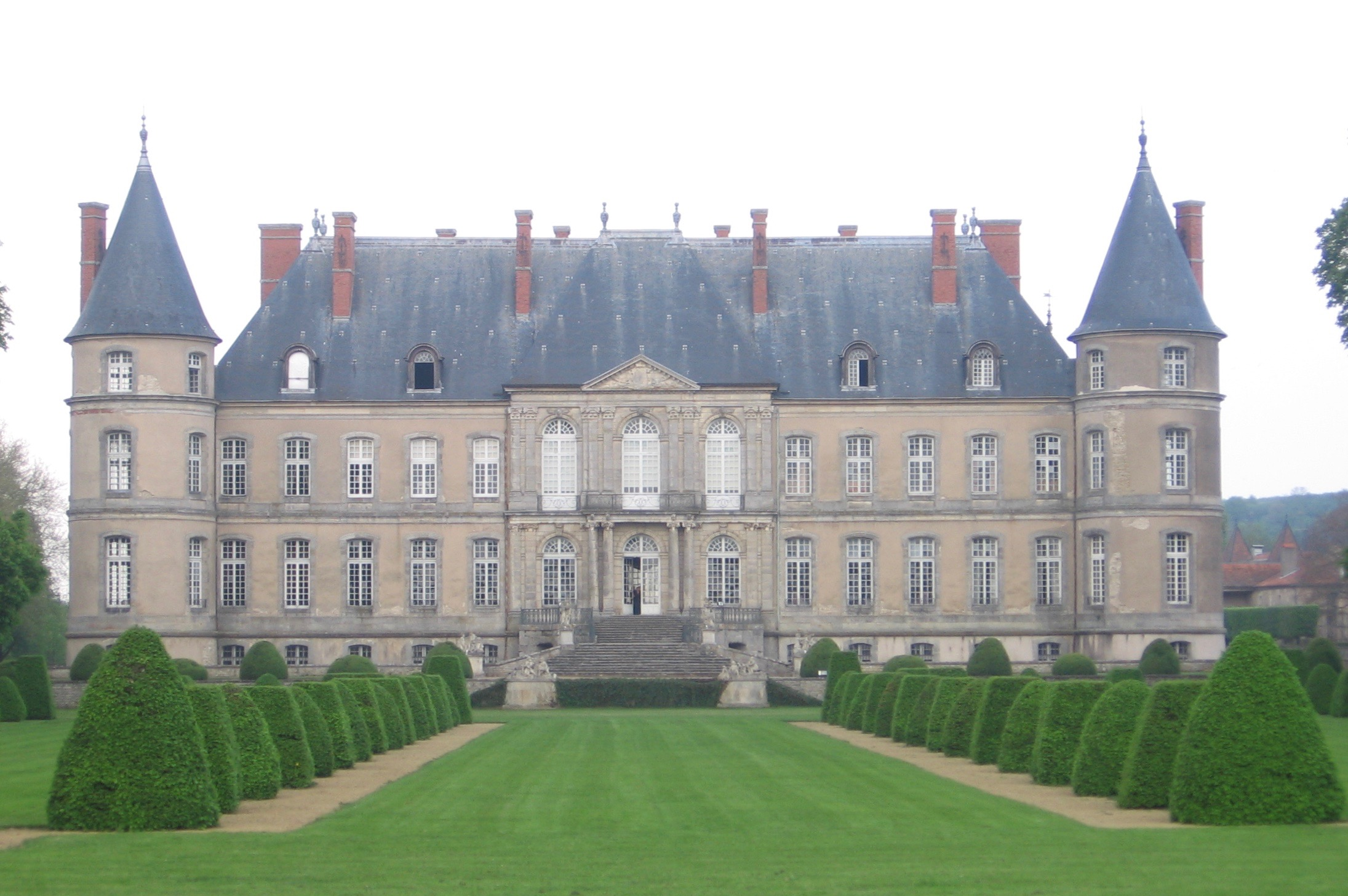
Achterzijde met park
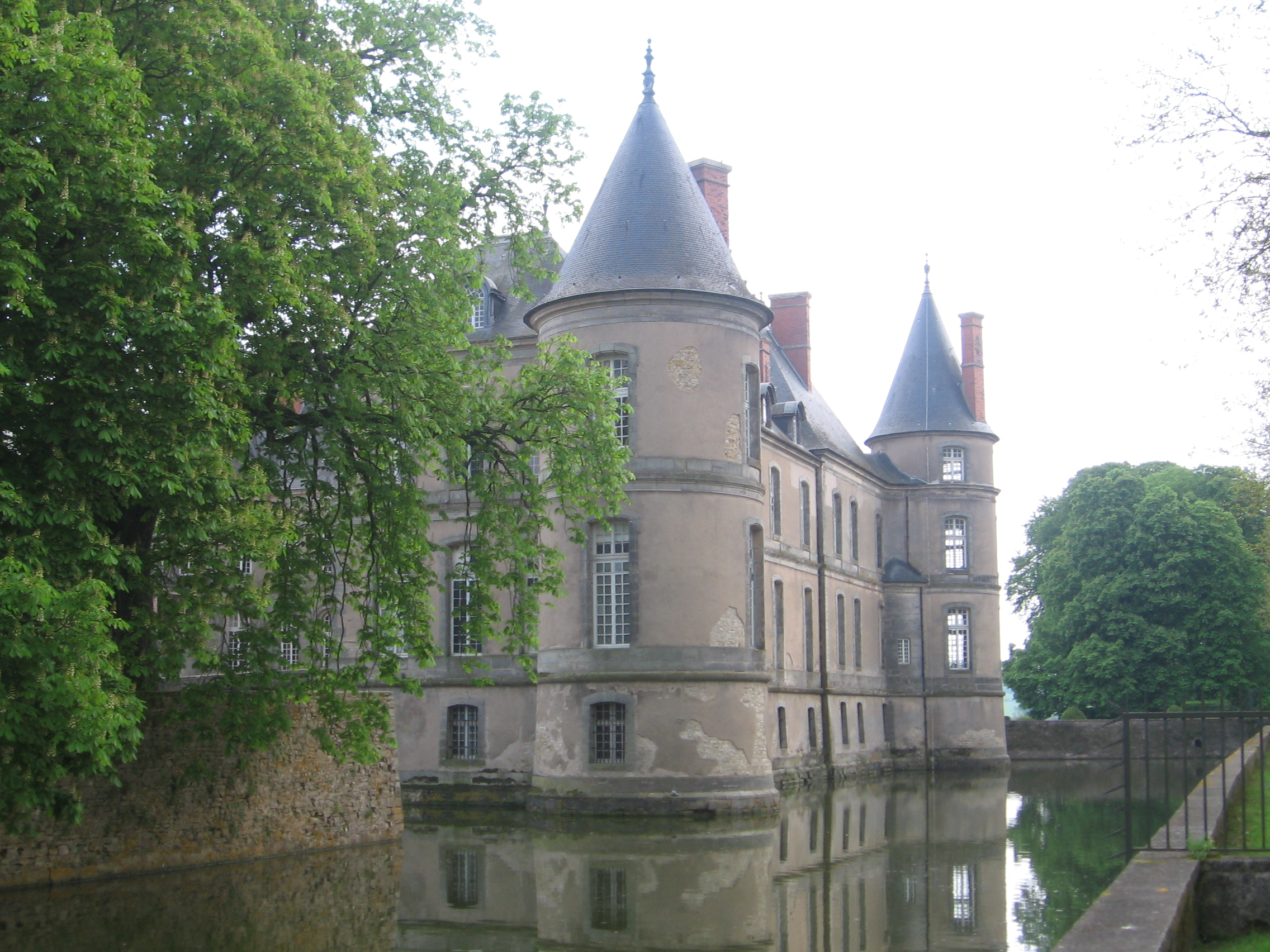
Zijkant
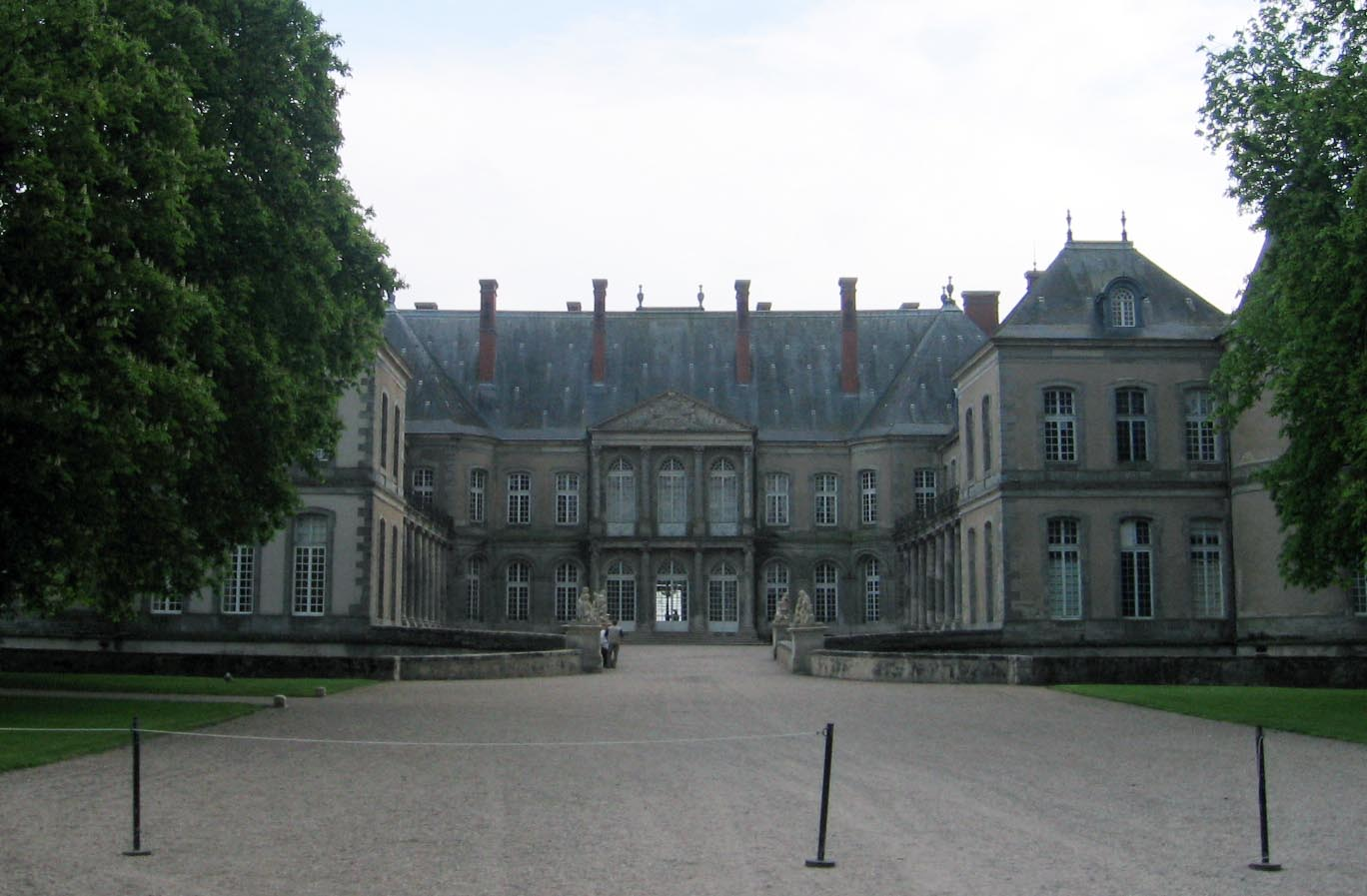
Voorzijde